# Parasemia paramushira
Parasemia paramushira là một loài bướm đêm thuộc phân họ Arctiinae, họ Erebidae.